# Dmitrij Żelabin
Dmitrij Żelabin (ur. 20 maja 1990) – rosyjski lekkoatleta specjalizujący się w skoku o tyczce. 
Na mistrzostwach świata juniorów młodszych w 2007 nie zaliczył żadnej wysokości w finale. Wicemistrz Europy juniorów z 2009 oraz brązowy medalista mistrzostw Europy młodzieżowców z 2011. 
Rekordy życiowe: stadion – 5,65 (5 lipca 2012, Czeboksary); hala – 5,50 (16 stycznia 2014, Czelabińsk). 

## Osiągnięcia
| Rok  | Impreza                        | Miejsce  | Lokata     | Wynik |
| ---- | ------------------------------ | -------- | ---------- | ----- |
| 2009 | Mistrzostwa Europy juniorów    | Nowy Sad | 2. miejsce | 5,25  |
| 2011 | Młodzieżowe mistrzostwa Europy | Ostrawa  | 3. miejsce | 5,55  |